# Paddington (Circle and Hammersmith & City lines)
Pour les articles homonymes, voir Paddington (homonymie).
Ne doit pas être confondu avec Paddington (Bakerloo, Circle and District lines).
Paddington est une station des lignes Circle line et Hammersmith & City line du métro de Londres, en zone 1. Elle est située à Paddington dans la Cité de Westminster.
Elle permet des correspondances : métro de Londres avec la station Paddington (Bakerloo, Circle and District lines) desservie par les lignes : Bakerloo line, Circle line et District line ; trains avec la gare de Paddington.

## Histoire
La station, alors dénommée Bishop's Road, est mise en service sur la Hammersmith & City line le 10 janvier 1863. Elle est renommée Paddington le 10 septembre 1933.

## Services aux voyageurs

### Desserte

Installations et desserte
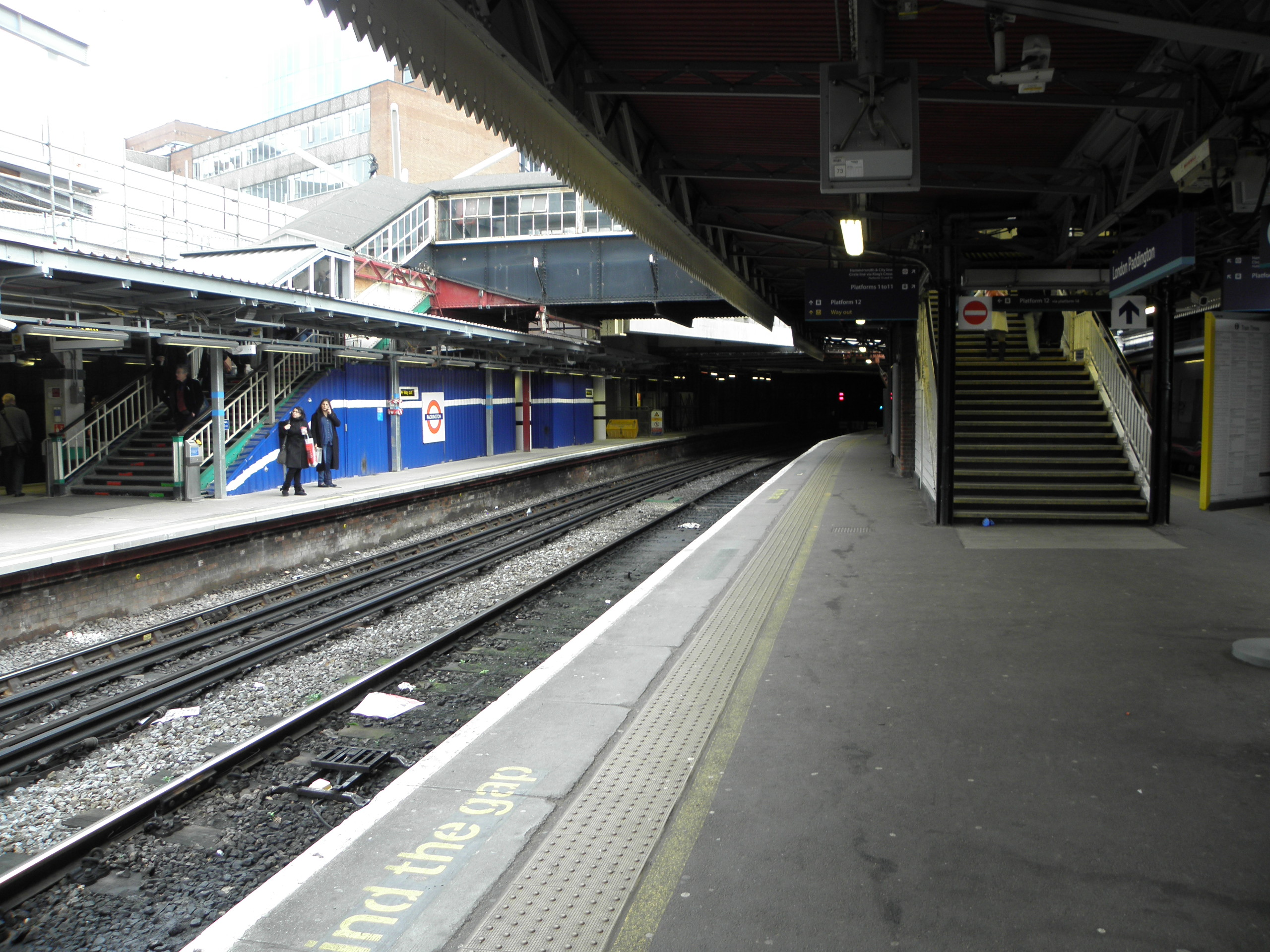
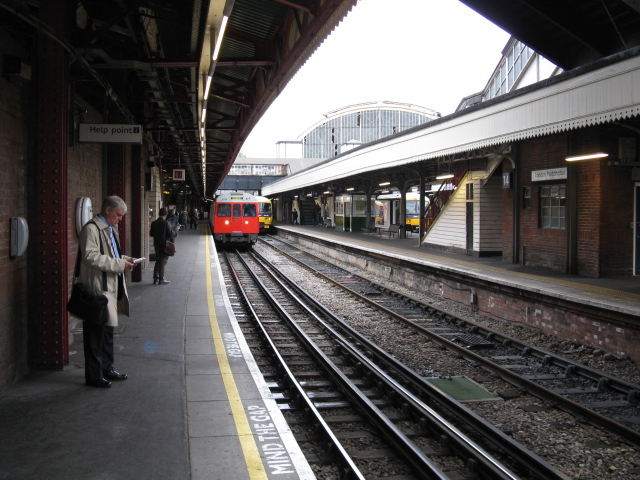
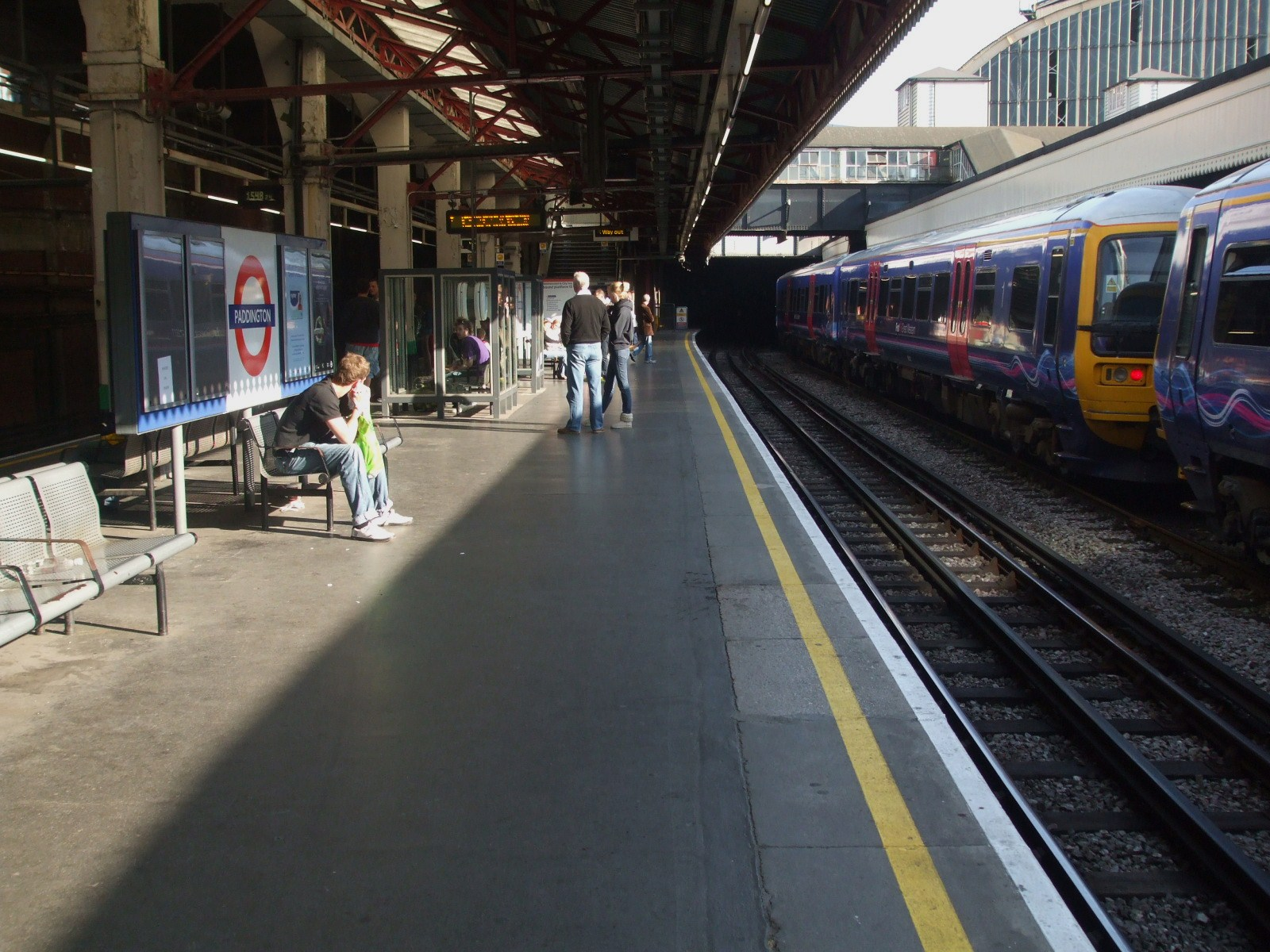

## À proximité
- Paddington